# Kees Luijckx
Kees Luijckx (født 11. februar 1986 i Beverwijk, Nordholland) er en hollandsk fodboldspiller som har spillet som central forsvars-spiller i den danske klub Silkeborg. Han kom fra den danske klub SønderjyskE i januar 2020 på en kontrakt frem til sommer 2020. Pr. 1 August 2020 spiller Kees i Roda JC Kerkrade.